# Calliandra umbellifera
Calliandra umbellifera är en ärtväxtart som beskrevs av George Bentham. Calliandra umbellifera ingår i släktet Calliandra och familjen ärtväxter. Inga underarter finns listade i Catalogue of Life.